# Serra de les Pinyes
La Serra de les Pinyes és una serra situada entre els municipis del Pont de Bar i de les Valls de Valira a la comarca de l'Alt Urgell, amb una elevació màxima de 2.158 metres.